# Priscilla Ahn

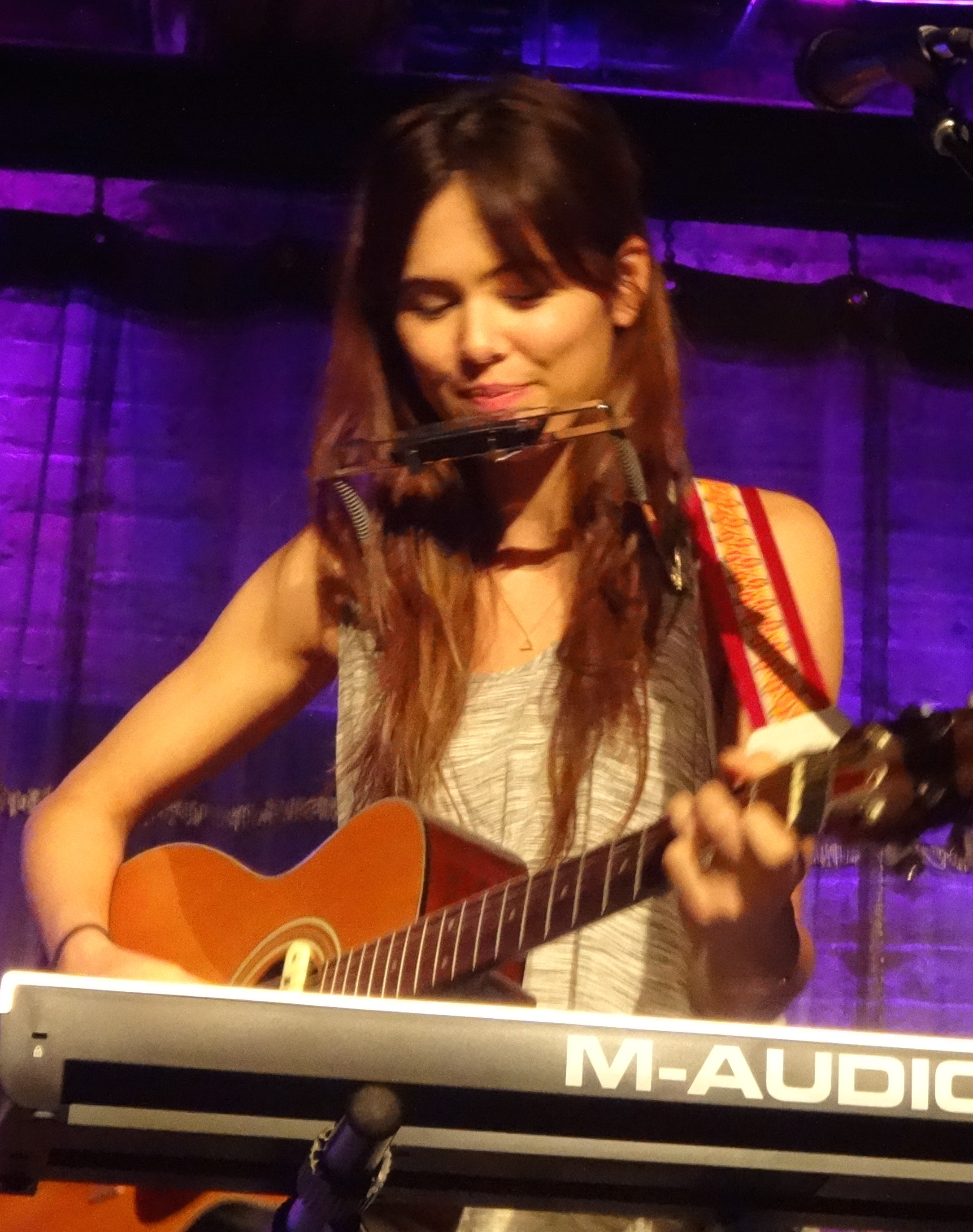
Priscilla Ahn (2014)

Priscilla Ahn (* 9. März 1984 in Fort Stewart als Priscilla Natalie Hartranft) ist eine US-amerikanische Sängerin und Songwriterin. Sie beherrscht eine Vielzahl von Instrumenten, zum Beispiel Gitarre, Bass, Ukulele und Mundharmonika.

## Leben und Wirken
Ahn begann während der Highschoolzeit öffentlich aufzutreten. Ihr Studium brach sie ab, um professionelle Musikerin zu werden; sie zog nach Kalifornien, wo sie mit Joshua Radin auftrat, aber auch eine EP aufnahm. Ahns Album A Good Day erhielt in den Vereinigten Staaten einige Aufmerksamkeit, mehrere Lieder schafften es in erfolgreiche Fernsehserien.

## Diskografie

### Alben
- 2008: A Good Day, Blue Note Records
- 2011: When You Grow Up, Blue Note Records

### Singles
- 2008: Dream, Blue Note Records
- 2009: I'll Never Smile Again
- 2009: I Am Strong Tiesto feat. Priscilla Ahn